# ماركوس تورنر (مغن مؤلف)
ماركوس تورنر (بالإنجليزية: Marcus Turner)‏ هو مغن مؤلف نيوزيلندي، ولد في 16 فبراير 1956 في Roxburgh, New Zealand ‏ في نيوزيلندا، وتوفي في 2 فبراير 2016 في Otago Peninsula ‏ في نيوزيلندا.

## وصلات خارجية
- الموقع الرسمي